# Noël Godin
Pour les articles homonymes, voir Godin.
 (avril 2013).
Si vous disposez d'ouvrages ou d'articles de référence ou si vous connaissez des sites web de qualité traitant du thème abordé ici, merci de compléter l'article en donnant les références utiles à sa vérifiabilité et en les liant à la section « Notes et références ».
 (juillet 2013).
Noël Godin, surnommé Georges Le Gloupier — en référence à un personnage imaginaire et multiface créé par Jean-Pierre Bouyxou — ou l'Entarteur, né à Liège le 13 septembre 1945, est un agitateur anarcho-humoristique belge.
Il s'est rendu célèbre pour ses jets de tarte à la crème, ou « entartages », sur de nombreuses personnalités de différentes nationalités. Lorsqu'il a reçu le grand prix de l'humour noir en 1995 et le prix de la dent dure en 1996, il s'est entarté lui-même.

## Parcours

### L'entarteur
Ses activités d'« entarteur » semblent avoir commencé en novembre 1968. Avec un complice, il s'en prit à un professeur de l'université de Liège, Marcel De Corte, connu pour ses idées réactionnaires, sur lequel Godin déversa un pot de colle. Même si l'acte n'a pas été directement revendiqué, il est plausible de penser qu'il s'agissait bien de Noël Godin,.
Chroniqueur de cinéma pour un magazine belge, Noël Godin écrivit un jour que le réalisateur imaginaire Georges Le Gloupier avait jeté une tarte à la crème au visage de Robert Bresson. Dans le numéro suivant, il annonça que Marguerite Duras, amie de Bresson, l'avait vengé en attaquant Le Gloupier de la même manière. Peu après, à l'occasion d'un passage en Belgique de Marguerite Duras, venue présenter son film Détruire, dit-elle à l'université de Louvain, Noël Godin se livra sur celle-ci à son premier entartage.
Depuis, seul ou à la tête de véritables commandos pâtissiers, il a entarté d'innombrables personnalités qu'il considérait comme particulièrement détestables et infatuées. Parmi ses victimes : Bernard-Henri Lévy, Bill Gates, Doc Gynéco, le ministre belge Edouard Poullet, Jean-Luc Godard, Marco Ferreri, Maurice Béjart, Nicolas Sarkozy, Pascal Sevran, Patrick Bruel, Bernard Landry, Hélène Rollès, Patrick Poivre d'Arvor, Jean Charest.
Bernard-Henri Lévy prendra très mal sa tarte à la crème en 1985, flanquant rudement Le Gloupier par terre. Il lui intima ensuite, alors que Godin était maintenu au sol par deux agents de sécurité : 

« Lève-toi vite, ou je t'écrase la gueule à coups de talon ! »

La scène fut filmée et diffusée, notamment par Coluche et Pierre Desproges, qui fit un commentaire acerbe de la réaction de BHL, déclarant qu'il y illustrait « la vraie nature des cuistres ».
Depuis lors, BHL est l'une des rares personnalités à avoir subi plusieurs entartages. Le 18 mars 2006, il a été entarté pour les 7e et 8e fois par les « tueurs à gags » des « brigades pâtissières » de Noël Godin au 26e Salon du livre de Paris. Godin a déjà déclaré plusieurs fois que ce qui pourrait ressembler à de l'acharnement prendra fin lorsque Lévy montrera que le « message » est passé en entonnant en public la chanson de Maurice Chevalier Le Chapeau de Zozo.
L'exemple de Noël Godin fait des émules dans de nombreux pays avec la création d'une anti-organisation appelée l'Internationale pâtissière dont Le Gloupier se déclare le porte-parole.

### Le chroniqueur
Noël Godin a contribué, dès le début de sa parution, à l'hebdomadaire pamphlétaire Siné Hebdo, créé par le dessinateur Siné, et dans lequel il tenait la rubrique « L'Entarteur littéraire ». Après l'arrêt du journal, il poursuit ses chroniques anarcho-littéraires dans le mensuel satirique de Paul Carali Psikopat, dans les canards rebelles La Mèche, aujourd'hui disparu, El batia moûrt sôu (en Belgique), Zélium, et CQFD, dans la revue en ligne ventscontraires.net et dans Siné Mensuel.

## Entartages (en ordre chronologique)

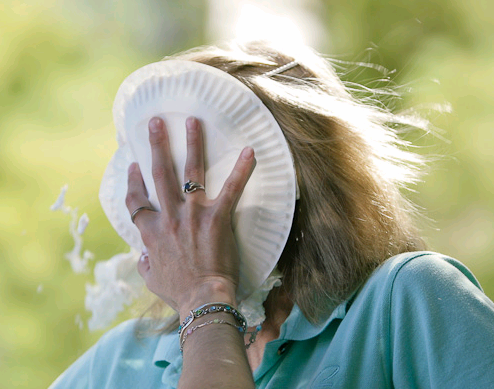
Illustration d'un entartage.

### Marguerite Duras
Le lundi 11 décembre 1969, Noël Godin et trois complices réussissent leur premier entartage. Godin, muni d'une fausse barbe et de lunettes (le nœud papillon et le smoking viendront plus tard), fait les cent pas dans la salle d'attente de l'université de Louvain où l'on va projeter le film de Marguerite Duras : Détruire, dit-elle. Cette dernière est entourée des organisateurs de l'événement et de quelques admirateurs. Au signal de son caméraman, Noël Godin déballe sa tarte à la crème et l'écrase sur le visage de Marguerite Duras. Cette dernière et les nombreux spectateurs de la scène restent stupéfaits ; cela permettra aux entarteurs de s'enfuir sans être rattrapés. Dans la tarte se trouvait un carton avec l'inscription : « Avec les compliments de Georges Le Gloupier. » Ne retrouvant pas ses esprits, l'écrivaine-cinéaste annulera la conférence-débat prévue à l'issue du film. Le lendemain, plusieurs médias rapporteront l'événement en première page, à la surprise de Noël Godin et sa bande. Aucune vidéo n'existe de cet entartage puisque le caméraman du groupe a raté les prises de vue.

### Maurice Béjart
En décembre 1969, c'est le complice de Noël Godin, Jean-Pierre Bouyxou qui joue cette fois le rôle de Georges Le Gloupier. Ce dernier attend le maître de ballet Maurice Béjart à la sortie du Théâtre de la Monnaie à Bruxelles. Lorsque Béjart sort de l'immeuble, Bouyxou lui envoie sa tarte à la figure avec une telle véhémence que Béjart en perd l'équilibre ; il fait alors un entrechat acrobatique et retombe sur ses pieds. Dans la crème est enfoui un message : « Cette tarte, Maurice, ne peut pas en tout cas te rendre plus disgracieux que lorsque tu danses. » Malgré le fait que Béjart se plaint du traitement reçu, cet entartage n'ayant pas été filmé, il aura peu d'échos dans les médias.

### Henri Guillemin
En mars 1970, l'historien Henri Guillemin donne une conférence au complexe Barbou de Liège. Au moment où Guillemin descend de son estrade, Noël Godin fonce sur lui et lui envoie une tarte à la figure. Guillemin reste sans voix, ce qui donne le temps à l'entarteur de s'enfuir. Un message est enfoui dans la crème : « Puisse cette tarte te rappeler, Henri, que l'Histoire, c'est aussi l'immédiat. »

### Marco Ferreri
Le 20 mai 1976, Noël Godin et six complices se trouvent au festival de Cannes ; ils décident de parcourir la promenade de la Croisette avec une tarte et entarter le premier metteur en scène qu'ils jugent le mériter. En passant devant le Grand Hôtel, ils voient le cinéaste Marco Ferreri attablé à un restaurant avec des producteurs ; ils décident de l'entarter. Georges Le Gloupier, dont le rôle est tenu cette fois par Stéphane Holmès (fils du chanteur Joël Holmès), se met à danser autour de la table en s'exclamant « Gloup ! Gloup ! » puis envoie sa tarte à la figure de Ferreri. Dans la crème était enfoui le message : « Avec mes respectueux hommages. Georges Le Gloupier ». Le lendemain, Ferreri, donnant une entrevue à la RTBF, accuse la CIA d'avoir commandité l'attentat.

### Jean-Luc Godard
Noël Godin affirme apprécier le cinéaste Jean-Luc Godard mais il décide de l'entarter après avoir vu son film Je vous salue, Marie, qu'il juge comme faisant l'apologie de l'Église. Noël Godin et sa bande apprennent en mai 1985 que le film Détective du cinéaste sera présenté au Festival de Cannes. Godin entarte Godard. Il sera rattrapé par les policiers gardant l'entrée de l'auditorium ; il est emmené au poste de police mais est relâché quelques heures plus tard, Jean-Luc Godard refusant de porter plainte. Quand ce dernier apprend le lendemain qu'on veut expulser Noël Godin à vie du Festival de Cannes, il téléphone à la direction pour leur demander de passer l'éponge, ce qui fut fait.

### Bernard-Henri Lévy – Entartageno1
L'essayiste Bernard-Henri Lévy fut entarté une première fois par Noël Godin le 11 novembre 1985. Lévy se trouve à la station RTBF de Liège où il doit faire une apparition à l'émission Écran Témoin. Noël Godin et quatre complices pensent entarter Lévy à sa sortie de la station mais il fait nuit et ils réalisent qu'il n'y aura pas assez de lumière pour filmer l'événement ; ils décident donc d'attendre Lévy à l'intérieur. Cela rend l'opération plus difficile car Noël Godin est habillé en Georges Le Gloupier ; il attire beaucoup l'attention. Ce dernier attend depuis vingt minutes lorsque Lévy apparaît ; lorsqu'il est à portée de tir, Godin lui envoie sa tarte à la figure. Lévy réplique en lui envoyant un uppercut qui jette Godin par terre, puis lui dit : « Lève-toi ou je t'écrase la gueule à coups de talon ». Le vidéoclip de l'entartage sera diffusé massivement, entre autres par Coluche et Pierre Desproges ; il contribua à ternir la réputation de l'essayiste[réf. nécessaire]. Le chanteur Renaud fait d'ailleurs référence aux multiples entartages de Bernard-Henri Lévy qu'il présente comme un « Jean-Paul Sartre dévalué » dans sa chanson L'Entarté extraite de l'album Boucan d'enfer (2002).

### Édouard Poullet
Le 17 janvier 1987, Noël Godin et sa bande décident d'entarter le chanteur Michel Sardou. Ce dernier, souffrant, décide d'annuler le récital prévu ; Godin décidera donc d'entarter à la place le ministre belge des Affaires sociales, de la Formation et du Tourisme Édouard Poullet. Ce dernier doit inaugurer le Théâtre du Résidence Palace de Bruxelles. L'entartage est réussi. L'incident a une grande ampleur médiatique ; la plupart des journaux belges mettent l'incident en première page.

### Jean Delannoy
Le cinéaste Jean Delannoy fut entarté par Noël Godin le 25 septembre 1988 à l'auditorium Shell de Bruxelles, où il était venu présenter son film Bernadette. Dans le communiqué de presse envoyé par Godin aux médias après l'entartage, on peut lire : « Georges Le Gloupier aurait trouvé cornichon que son courroux pâtissier ne s'abatte pas aussi sur l'arrière-garde artistique des punaises de sacristie ». Il y eut peu d’échos médiatiques de cet entartage.

### Bernard-Henri Lévy - Entartagesno2et 3
Noël Godin et ses amis entartent à nouveau Bernard-Henri Lévy en octobre 1988 (lancement de son nouveau livre à la librairie Chapitre XII de Bruxelles), en avril 1991 (université libre de Bruxelles).

### Vladimir Volkoff
En juin 1993, Noël Godin est l'un des invités de l'émission Durand la Nuit sur TF1. Il profite de la tribune qui lui est offerte pour entarter en direct un autre invité, le romancier Vladimir Volkoff, qu'il qualifie « d'infâme tsariste ». Sur le coup, la chaise de Volkoff bascule ; il déserte ensuite le plateau en titubant. Ce coup d'éclat forcera TF1 à annuler l'émission quelques mois plus tard par peur d'autres accrochages en direct.

### Alain Bévérini
En mai 1993, le journaliste du journal de 20 heures de TF1 Alain Bévérini est entarté pendant l'interview de l'actrice américaine Holly Hunter. Noël Godin est arrêté mais relâché quelques heures plus tard, bien que Bévérini ait porté plainte pour voie de fait. En avril 2004, l'événement fut nommé par TF1 numéro 2 des « 100 plus grands scandales de la TV »,.

### Patrick Bruel
Bien qu'attribué à Noël Godin par la presse, l'entartage de Patrick Bruel fut en réalité réalisé par un de ses complices. Le 11 décembre 1993, Patrick Bruel est dans sa suite de l'hôtel Amigo à Bruxelles. Il y a beaucoup de mesures de sécurité puisque l'hôtel héberge aussi Helmut Kohl et Jacques Delors. Huit complices de Noël Godin, tous habillés en Georges le Gloupier, réussissent à entrer dans l'hôtel. À un moment donné, Patrick Bruel sort de sa suite et descend dans le hall où l'attendent des fans et plusieurs journalistes. Alors qu'il est en train de signer un autographe, un des entarteurs lui envoie sa tarte à la figure en s'écriant : « Et pan, pan, pan, pan ! Sur l'affreux pou chantant ! ». En recevant la tarte, Bruel explose de colère puis retourne dans sa suite se doucher.

### Bernard-Henri Lévy – Entartagesno4, 5 et 6
En mai 1994, Bernard-Henri Lévy se trouve au festival de Cannes où il doit présenter en avant-première son film Bosna!. Noël Godin et deux complices décident de se rendre à Cannes pour l'entarter. Les journalistes et la population reconnaissent Godin dès son arrivée et la rumeur commence à se répandre que Noël Godin est à Cannes. Godin croit que Lévy veut entrer dans le palais des Festivals par l'entrée principale et qu'il n'aura qu'à l'attendre à cet endroit ; mais quelques heures avant la présentation, ils apprennent par un sympathisant que Lévy, ayant eu vent de la présence de Godin, est déjà entré dans le palais et s'y est enfermé. Lévy est en train de faire son entrée sur scène lorsqu'un autre complice de Godin qui n'a pas été pris et qui se trouve à trois mètres de Lévy, lui envoie sa tarte à la figure comme un discobole. Selon des témoins, les gardes rouent ensuite de coups de poing et de pieds celui qui a envoyé la tarte. Ils ne cesseront que lorsqu'un ami de Godin, le cinéaste Jan Bucquoy, leur ordonne d'arrêter en se faisant passer pour l'ambassadeur de Belgique.
En mai 1995, Bernard-Henri Lévy est entarté par Noël Godin une cinquième fois à l'aéroport de Nice en présence d'Arielle Dombasle qui adresse un violent coup de poing à deux des entarteurs. 
Le 27 février 2000, il est entarté une sixième fois, à la Foire du Livre de Bruxelles.

### Jean-Pierre Elkabbach
En juin 1994, Noël Godin se rend avec quelques complices au tournoi Roland-Garros pour entarter Patrick Poivre d’Arvor ; une amie lui a dit qu'il s'y trouverait. Finalement, ils apprennent que Poivre d'Arvor n'y sera pas, ils décident alors d'entarter à la place le patron de la chaîne de télé France 2 Jean-Pierre Elkabbach. Godin et trois complices l'attendent pendant cinq heures à la sortie VIP du stade. Au moment où ils aperçoivent Elkabbach sortir, ils envoient leurs tartes sur lui en même temps, en criant : « Osons ! Osons ! Osons ! Osons ! ». Plus tard, Elkabbach accusera Thierry Ardisson d'avoir été complice de l'événement et annulera son émission Autant en emporte le temps.

### Hélène Rollès
L'entartage d'Hélène Rollès en février 1995 ne sera pas réalisé par Noël Godin mais par des complices féminines. Lors d'un concert, deux entarteuses réussissent à se cacher sous la scène. Au moment où Hélène commence sa première chanson, une entarteuse se glisse vers elle et lui envoie sa tarte à la figure en s'écriant : « Entartons, entartons Hélène et les Garçons ! ». Les entarteuses affirmeront avoir ensuite été battues par l'équipe technique.

### Philippe Douste-Blazy
En mai 1995, Noël Godin et son ami le cinéaste Jan Bucquoy se trouvent au festival de Cannes, et décident d'entarter le nouveau ministre de la Culture de France, Philippe Douste-Blazy. Godin et vingt complices décident de s'introduire dans l'hôtel Carlton Cannes où Douste-Blazy doit conduire un bal. Mais, Douste-Blazy sort de l'hôtel. Godin et ses complices courent en direction du ministre, qui se trouve maintenant dans sa voiture. Deux complices (dont Jan Bucquoy) réussissent à entarter le ministre, en s'exclamant : « Entartons, entartons les ministres bouffons ! ». La voiture part ensuite en trombe toutes sirènes hurlantes oubliant la femme du ministre sur le trottoir. Jan Bucquoy sera arrêté et poursuivi pour l'entartage du ministre mais en fin de compte acquitté. Puisque aucune vidéo n'existe de cet entartage, certains médias français mettront plus tard en doute le fait même qu'il soit arrivé.

### Pascal Sevran
En mai 1995, Noël Godin et sa bande décident d'entarter le chanteur et animateur de télé Pascal Sevran lorsqu'ils apprennent que ce dernier sera l'invité unique de l'émission Une pêche d'enfer, diffusée sur France 3 en vrai direct de la Grand-Place de Bruxelles. Quelques secondes après le début de l'émission, des entarteurs mêlés aux spectateurs se lèvent et envoient deux tartes à la figure de Sevran en s'exclamant : « Entartons, entartons le chancre aux chansons ! ». Sevran finira quand même l'entrevue après avoir essuyé la crème qu'il avait sur lui.

### Patrick Poivre d'Arvor
Noël Godin essaie à deux reprises d'entarter Patrick Poivre d’Arvor avant de réussir le 3 avril 1996. Godin reçoit l'information que Poivre d'Arvor se trouve à Neuilly et qu'il fait toujours son jogging matinal. Quelques jours plus tard, alors que Godin et deux complices attendent depuis plusieurs heures au froid dans une fourgonnette, ils voient arriver Poivre d'Arvor qui fait son jogging. Les deux complices réussissent à l'entarter en s'exclamant : « Entartons, entartons le pire des faux jetons ! ». Godin ne réussira pas à envoyer sa tarte car Poivre d'Arvor courait trop vite.

### Daniel Toscan du Plantier
En mai 1996, deux employées de Daniel Toscan du Plantier contactent Noël Godin, qui se trouve à Cannes, en lui suggérant d'entarter Plantier parce que, selon elles, ce dernier devenait de plus en plus imbuvable. Godin rejoint Plantier au palais des Festivals et lui envoie sa tarte à la figure en s'écriant : « Entartons, Entartons les pontifiants croûtons ! ». Quelques secondes plus tard, un complice de Noël Godin, le cinéaste Jan Bucquoy, envoie une seconde tarte à la figure de Plantier. Le lendemain, Daniel Toscan du Plantier accuse Cannes TV, qui a filmé l'entartage, d'avoir été complice de l'événement et exige des excuses.

### Les prêtres de la cathédrale Saint-Pierre de Nantes
En 1996, Noël Godin accepte de se rendre à Nantes en France avec deux complices à la demande d'un groupe de jeunes anarchistes qui préparent l'entartage des prêtres de la cathédrale Saint-Pierre. Comme se doutait Godin, une fois rendu à Nantes, le groupe souhaite qu'il participe à l'entartage. Le dimanche 8 septembre 1996, tout le groupe d'environ soixante-cinq personnes réussit à entrer dans la cathédrale avec des tartes pendant une messe. Au moment où l'un des officiants achève sa lecture de l'Évangile, une dizaine d'entarteurs se dirigent vers les religieux et réussissent à entarter deux d'entre eux. Dans le même temps, un second commando lance des préservatifs remplis d'eau dans les allées de la cathédrale et déploient des banderoles. Noël Godin réussit à s'enfuir en courant dans les rues avoisinantes, mais ses deux complices belges sont pris par la police ; ils seront relâchés quelques heures plus tard.

### Nicolas Sarkozy
En 1997, Noël Godin est très connu en Belgique. Ayant peur d'être reconnu, il ne participera pas à l'entartage de Nicolas Sarkozy, qui sera commis par des complices. Un jour de février 1997, Sarkozy arrive au palais des congrès de Bruxelles pour y faire un exposé aux Grandes conférences catholiques. Après qu'il est entré dans le hall d'accueil, une complice de Godin lui demande un autographe ; au moment où Sarkozy le signe, elle lui envoie une tarte à la figure. Sarkozy a alors le réflexe de se réfugier dans un ascenseur. Il se rend au deuxième étage et lorsque la porte s'ouvre, il voit une autre complice de Godin avec une tarte ; il referme la porte et se rend au rez-de-chaussée où l'attend une autre entarteuse qui ne réussit pas non plus à l'entarter. Après plusieurs voyages, Sarkozy s'arrête de nouveau au rez-de-chaussée où il est accueilli par ses agents accompagnateurs ; ils l'accompagnent aux toilettes pour qu'il puisse se nettoyer. Au moment où il en sort tout propre, une vingtaine d'entarteurs situés plus haut le bombardent de crème chantilly puis s'enfuient, poursuivis par tous les agents de sécurité du centre. Sarkozy retourne dans les toilettes pour se nettoyer de nouveau. Il est en train de retraverser le hall d'accueil quand un complice de Godin supposé filmer les entartages le voit arriver. Il met sa caméra en bandoulière, sort une tarte et l'envoie à la figure de Sarkozy en s'exclamant : « Entartons, entartons les arrogants étrons ! ». En s'enfuyant après son coup, le caméraman donne sa dernière tarte à une religieuse qu'il croise dans le hall d'accueil, les gardes de sécurité croiront qu'elle était complice.

### Bill Gates
Le 28 janvier 1998, Noël Godin reçoit chez lui une enveloppe dans laquelle se trouve un message l'informant que Bill Gates sera à Bruxelles le 4 février et que « si le coup vous intéresse on peut vous aider ». Godin rencontre son informateur, qui s'avère être un employé de Microsoft Belgique et qui lui remet un horaire détaillé et le trajet qu'empruntera Bill Gates. Afin d'être au courant des derniers ajustements dans l'horaire de Gates, un des complices de Godin se fait passer pour un journaliste désirant effectuer un documentaire Vingt-quatre Heures avec Bill Gates ; il pourra ainsi suivre ce dernier toute la journée de sa visite qui sera finalement le 5 février. Godin et sa bande prévoient d'entarter Gates quand il donnera une conférence de presse à l'hôtel Méridien ; l'informateur de chez Microsoft leur a donné des laissez-passer. Le rendez-vous sera manqué. Plus tard, en face du Concert Noble se préparent plusieurs petits groupes de trois entarteurs. Au moment où Gates s'apprête à entrer dans l'édifice, les entarteurs se ruent vers Gates qui est entarté trois fois. Ce dernier cherche ensuite à s'abriter dans l'édifice mais à ce moment un quatrième entarteur, le cinéaste Rémy Belvaux, envoie une quatrième tarte à la figure de Gates. Les autres entarteurs s'exclament : « Entartons, entartons le polluant pognon ! »

### Le public du concours musical Reine Élisabeth
Après plusieurs années d'entartages individuels, Noël Godin désire essayer de nouvelles façons d'entarter. En mai 1999, le gratin bruxellois était réuni au Palais des beaux-arts de Bruxelles pour assister à la remise des prix du Concours musical international Reine Élisabeth de Belgique. La reine Fabiola fait partie des invités. Au moment où le troisième lauréat s'avance vers la scène, une pluie de crème Chantilly provenant des balcons s'abat sur l'assistance. Au dos des assiettes était écrit : « De la crème pour la crème ». Les médias rapporteront qu'environ une vingtaine de tartes avaient été lancées dans l'assistance. Joint plus tard au téléphone par un journaliste, Noël Godin affirmera : « Pour une fois, c'est le public que nous visions, le gratin des trognons royalistes et m'as-tu-vu ».

### Bernard Landry
Après l'entartage de Bill Gates, plusieurs groupes d'entarteurs se créent un peu partout à travers le monde. En avril 2000, Noël Godin et huit complices s'envolent pour le Canada où les ont invités un groupe d'entarteurs du Québec. Là ils rencontrent des membres des Biotic Baking Brigade, des TAART et d'autres groupes sympathisants du monde entier. Un midi, tout le monde se rend au palace Château Champlain de Montréal où a lieu un souper-causerie présidée par le ministre des Finances du Québec, Bernard Landry. Cent cinquante décideurs provenant de tout le Canada assistent à l'événement. Un entarteur québécois réussit à entarter l'influent délégué du Québec à Boston. Godin essaie quant à lui de se frayer un chemin jusqu'à Landry mais plusieurs agents de sécurité s'accrochent à ses vêtements ; il réussit à se rendre jusqu'à Landry mais Maurice Prudhomme, le vice-président du syndicat Fédération des travailleurs du Québec, se lève pour protéger Landry et est entarté à sa place. Pendant ce temps, un groupe d'entarteuses françaises vident leurs bombes aérosol de crème fouettée sur les costumes des participants. Landry recevra assez d'éclaboussures de crème pour que des photos paraissent le lendemain dans les journaux. Le Journal de Montréal du 9 avril 2000 titre : « L'Internationale pâtissière est vraiment née quand un commando d'entartistes de tous pays a semé la pagaille dans une salle de conférence. »

### Benjamin Castaldi
En juin 2001, Noël Godin et ses complices essaient une première fois d'entarter Benjamin Castaldi, animateur de l'émission Loft Story sur M6. Le coup est raté puisqu'une employée de la station télé où se trouve Castaldi reconnaît Noël Godin, qui se trouve assis près de la station avec une tarte, et donne l'alerte. Plus tard, lorsque Castaldi s'engouffre dans le taxi, l'entarteur lui envoie sa tarte à la figure. C'est le complice caméraman filmant la scène qui s'écrie : « Entartons, entartons la télé attrape-couillons ! ».

### Jean-Pierre Chevènement
Le dimanche 24 mars 2002, au vingt-deuxième Salon du Livre de la porte de Versailles en France, Noël Godin est à son stand où il dédicace son dernier livre Grabuge !. Un de ses amis l'informe alors que l'ancien ministre français Jean-Pierre Chevènement se rendra quelques heures plus tard à un autre stand et qu'il devra pour ce faire passer juste devant eux, mais aussi qu'il sera protégé par des gardes du corps. Chevènement est sur la liste d'entartés potentiels de Godin depuis la promulgation de la loi relative au séjour des étrangers en France. Lorsque Chevènement passe devant lui, il sort sa tarte, réussit à contourner les trois gardes du corps et l'envoie à la figure de Chevènement en s'exclamant : « De la part des sans pa-pi-ers, des sauvageons, des Pieds Nickelés ! ». Godin est attrapé et emmené par les gardes du corps de Chevènement qui promettent de lui régler son compte ; il est cependant protégé d'eux par les gardes de sécurité du salon, qui le remettent à la police. Il passe environ quatre heures en garde à vue au poste de police.
Chevènement porte plainte pour l'entartage dont il a été victime ; venu personnellement à l'audience il déclare que « l'homme public n'a d'autre capital que son image » et que « quand on substitue le jet de projectiles à l'échange verbal, c'est une attaque contre la démocratie ». Il soutient aussi que la tarte à la crème est une « arme par destination », mais le tribunal ne retient pas cette qualification. Le tribunal correctionnel de Paris condamne Noël Godin à une amende de 800 euros. Ce dernier interjette appel de la décision mais la cour d'appel confirme le verdict. Comme le verdict fera jurisprudence en France Godin décide de former un pourvoi en cassation. La chambre criminelle de la Cour de cassation confirme le verdict et condamne Godin à payer 1 euro symbolique à Chevènement et 2 500 euros au Trésor public. Au total, Godin doit débourser 8 373 euros en frais divers. Comme il n'a pas un sou, lui et sa femme organisent une soirée bénéfice à la discothèque bruxelloise Le Dirty Dancing ; cela leur permettra d'acquitter la somme due.

### Karel Dillen et Jean-Claude Martinez
Noël Godin affirme ne pas vouloir entarter les leaders de l'extrême droite comme Jörg Haider ou Jean-Marie Le Pen car il croit que cela pourrait rendre ces derniers plus sympathiques aux yeux de la population. Cependant, en avril 2002, Godin reçoit un coup de téléphone d'un de ses amis qui se trouve au Parlement européen de Bruxelles, et qui lui affirme que Jean-Marie Le Pen y sera à 17 heures ce jour-là pour y présenter les grands axes de son programme ; il affirme aussi qu'il peut faire entrer six entarteurs dans le bâtiment. Noël accepte l'idée d'entarter Le Pen mais refuse de le faire lui-même car il croit qu'il est trop connu et serait probablement démasqué. Finalement, six complices de Godin tentent d'entrer dans l'immeuble ; seulement deux réussissent, les autres étant arrêtés par les policiers. Peu avant le discours de Le Pen, une des entarteuses entrées téléphone à Godin et lui demande d'envoyer du renfort. Godin réussit à rassembler un groupe d'environ mille personnes ; un complice distribue aux cent premiers des bombes chantilly et des fonds de tartes (qui devaient servir à un précédent entartage). Le groupe, Noël Godin en tête, commence à marcher vers le Parlement européen. À un moment donné, Godin, qui ne se souvient plus de la route à prendre pour se rendre au Parlement, se perd. Personne dans le groupe ne connaissant le chemin, ils n'arriveront pas à temps au Parlement pour le discours de Le Pen. Godin et son groupe n'auront finalement rien manqué puisque Jean-Marie Le Pen, ayant appris que des entarteurs se trouvaient dans l'édifice, a annulé son discours. Les deux entarteurs déjà présents dans l'édifice réussiront quand même à entarter Jean-Claude Martinez, le porte-parole du Front national, en s'exclamant : « Entartons, entartons les xénophobes cochons ! ». Ils entartent aussi Karel Dillen, fondateur du Vlaams Blok belge.

### Jean Charest
En avril 2003, un ami de Noël Godin, le cinéaste Benoît Lamy, invite Godin et sa femme à se rendre avec lui au Québec dans le cadre d'un documentaire sur les entarteurs qu'il réalise. Rendu là-bas, Godin et les sympathisants québécois décident d'entarter les trois candidats de l'élection provinciale dont la campagne électorale se déroule à ce moment-là. Une première équipe composée de Noël Godin, sa femme et deux entartistes québécois se rendent au quartier général d'un des députés que doit visiter Jean Charest, le chef du Parti libéral du Québec. Au moment où Jean Charest s'avance vers sa caravane, la femme de Noël Godin, Sylvie Van Hiel, envoie une tarte à la figure de Charest, qui tombe par terre. Pendant que les policiers arrêtent Sylvie Van Hiel, Godin réussit à envoyer une tarte sur la tête de Charest. Plus tard, une deuxième équipe réussit quant à elle à entarter le chef de l'Action démocratique du Québec Mario Dumont ; le chef du Parti québécois, Bernard Landry, ne sera pas entarté puisque ayant appris la nouvelle de l'entartage de Jean Charest, il veillera à ce que la sécurité autour de lui soit renforcée. Jean Charest porta plainte contre Godin et sa femme pour l'entartage ; ils sont arrêtés juste avant leur retour en Europe ; ils sont relâchés en échange d'une caution de 500 dollars (environ 360 euros) chacun. Avant de les relâcher, la police leur déconseille de remettre les pieds au Canada ou aux États-Unis.

### Doc Gynéco
Noël Godin décida d'entarter le rappeur Doc Gynéco après que ce dernier ait dit à Michel Polac lors d'une entrevue qu'il « n'avait pas de leçons à recevoir d'un malade au stade terminal », mais aussi parce que Gynéco est un soutien de Nicolas Sarkozy. En août 2007, Noël Godin est reçu à l'émission Village Départ diffusée en direct sur France 3 ; Doc Gynéco est aussi invité. Au moment où Godin prend sa place, des complices lancent quatre tartes à la figure de Doc Gynéco pendant que Godin s'exclame : « Entartons, entartons les sarkochiants couillons ! ». Des témoins rapportent que Gynéco, beau joueur en direct, fut très en colère dans les coulisses,,.

### Bernard-Henri Lévy, entartages multiples (no7)
Victime d'entartages multiples à Namur le 30 mai 2015 ; cette fois, Bernard-Henri Levy est attaqué dans une église. Une vingtaine de personnes lui lancent des tartes malgré la présence de ses deux gardes du corps, BHL, criant « Non, y en a marre ! », ne peut y échapper. Noël Godin dédie son geste au dessinateur Siné, limogé de Charlie Hebdo et contre lequel BHL a témoigné,,.

« BHL restera toujours pour nous la tête à tarte par excellence. C’est l’incarnation du pouvoir dans toute son horreur et nous avons le poil particulièrement hérissé par son arrogance nombrilesque. Il se prend tragiquement au sérieux, est de plus en plus influent et absolument antipathique. Vous ne pouvez pas vous imaginer le nombre de chauffeurs de taxi et de barmen que nous avons rencontrés qui nous ont dit : "Il nous a pris de haut." Nous luttons contre cette personnification méprisante du pouvoir... il réagit très très mal ! Comme il est très accroché à son image, il s'agit d'une véritable catastrophe pour lui. Il en oublie les caméras pendant quelques instants et réagit par des coups de poing nerveux. Mais la vraie cata, c’est quand des humoristes le reprennent, quand les Guignols reconstituent ses désagréments avec la chantilly, quand Desproges s'en empare, ou la chanson de Renaud… C'est terrible pour lui quand les entartements ont des rebondissements !... BHL n’a jamais porté plainte, car ça serait cata pour son image ! »

— Interview de Noël Godin, Les Inrockuptibles

### Michael O’Leary
"Revigorée" par l'entartage perpétré par un inconnu contre Georges-Louis Bouchez le 2 septembre 2023, l'équipe de Georges Le Gloupier reprend du service après 8 années pour envoyer deux tartes à la crème sur la face de l'Irlandais Michael O'Leary, PDG de Ryanair, qui s'apprêtait à donner une conférence de presse le 7 septembre 2023 au pied du bâtiment de la Commission Européenne à Bruxelles. L'internationale pâtissière a revendiqué l'entartage en ces termes : "Tant que vous nous inonderez avec du CO2, nous vous inonderons de crème fouettée".

## Plaintes et procès
Parmi les « entartés » à avoir porté plainte se trouve Jean-Pierre Chevènement, qui a obtenu en octobre 2002 la condamnation de Noël Godin à 800 euros d'amende pour « violences volontaires avec préméditation », plus un euro symbolique pour le plaignant. Devant le tribunal, Noël Godin a déclaré avoir entrepris une « croisade pâtissière en hommage à l'humoriste Alphonse Allais, contre des personnalités qui se prennent très, très, très au sérieux ». En 2004, sa peine est alourdie en appel à 2 500 euros, en faisant avec les frais de justice la somme de 7 351 euros.
L'entartage de Philippe Douste-Blazy, en 1995, a également donné lieu à un dépôt de plainte contre Noël Godin, mais le procès a débouché sur une relaxe.

## Cinéma
Critique de cinéma, Noël Godin a également écrit de faux comptes rendus (par exemple dans le Télérama belge) avec de fausses informations, des photos de films imaginaires et des interviews apocryphes.
Il a réalisé des courts-métrages, comme Prout prout tralala !
Dans les films de Jan Bucquoy et de son producteur Francis De Smet, il incarne, entre autres, une parodie de l'écrivain belge Pierre Mertens (voir : La Vie sexuelle des Belges 1950-78, en 1994, et Camping Cosmos, en 1996), et il joue son propre personnage dans La Vie politique des Belges, en 2002, et dans Les Vacances de Noël, en 2005.
Depuis 2013, comme Jean-Pierre Bouyxou, il est membre à vie du jury du Festival International du Film Grolandais de Toulouse.

## Filmographie

### Réalisateur
- 1972 : Les Cahiers du cinéma, 20 min
- 1974 : Prout prout tralala 18 min, coréalisé avec Yolande Guerlach
- 1976 : Grève et pets, 14 min, avec Roland Lethem et Jean-Marie Buchet, coréalisé avec Yolande Guerlach
- 1999 : Si j'avais dix trous du cul, 6 min avec Robert Dehoux et Plastic Bertrand pour Canal+ Belgique
- 2008 : Prenons nos cliques prenons nos claques, boutons le feu à la baraque !, 6 min, avec Robert Dehoux et Corinne Maier

### Acteur
- 1966 : Grand Prix, de John Frankenheimer - Un spectateur.
- 1968 : Satan bouche un coin, de Jean-Pierre Bouyxou et Raphaël Marongiu - Le sexe dans le générique d'ouverture.
- 1970 : Overdrive, de David McNeil.
- 1970 : Le Sexe enragé, de Roland Lethem.
- 1976 : Grève et pets, 14 min, de Noël Godin et Yolande Guerlach.
- 1979 : Le sexe enragé de la fée sanguinaire, de Roland Lethem.
- 1982 : Cinématon #214, de Gérard Courant - lui-même.
- 1989 : L'air de rien, de Mary Jimenez - Le bavard.
- 1990 : Couple #71, de Gérard Courant - lui-même.
- 1990 : Portrait de groupe #123 : Boudou à la plage Royale de Cannes, de Gérard Courant - lui-même.
- 1990 : Boudou prend son bain, de Gérard Courant - Boudou.
- 1991 : Babel (lettre à mes amis restés en Belgique), de Boris Lehman - lui-même
- 1994 : La Vie sexuelle des Belges 1950-78, de Jan Bucquoy - Pierre Mertens.
- 1994 : One Night of Hypocrisy, de Nicolas Hourès et David Rudrauf.
- 1995 : Le Banquet, court-métrage de Christel Milhavet.
- 1996 : Camping Cosmos de Jan Bucquoy - Pierre Mertens.
- 1997 : Tableau avec chutes, de Claudio Pazienza.
- 1997 : Peccato, de Manuel Gómez.
- 1997 : Les Carnets de Monsieur Manatane (épisode La Partouze), série TV de Christian Merret-Palmair et Jean-Michel Ben Soussan.
- 1998 : Le Zizi sous clôture inaugure la culture, court-métrage de Robert Dehoux et Yaki Knuysen.
- 1999 : Quand on est amoureux c'est merveilleux, de Fabrice Du Welz - Monsieur Fulci.
- 1999 : Le Journal de Joseph M, de Gérard Courant - lui-même.
- 1999 : Derrière la nuit, de Gérard Courant - lui-même.
- 2000 : La Jouissance des hystériques, de Jan Bucquoy - Pierre Mertens.
- 2000 : Tout est calme, de Jean-Pierre Mocky - Porte.
- 2000 : Bon appétit, de Patrice Bauduinet, scénario de Jean-Luc Fonck.
- 2001 : Irkutz 88 de Jean-Jacques Rousseau
- 2002 : La Vie politique des Belges, de Jan Bucquoy - Lui-même.
- 2003 : La Société du spectacle et ses commentaires, de Jan Bucquoy
- 2004 : Cinéastes à tout prix, documentaire de Frédéric Sojcher - lui-même.
- 2004 : Aaltra de Benoît Delépine et Gustave Kervern - Le clochard volubile.
- 2004 : Wallonie 2084, de Clark Hachet et Jean-Jacques Rousseau.
- 2005 : Palais Royal ! de Valérie Lemercier - L'entarteur.
- 2005 : Les Vacances de Noël, de Jan Bucquoy - Noël.
- 2005 : Hors normes, court-métrage de Xavier Bonastre - Lui-même.
- 2007 : Rock Mendès, de Jean-Jacques Rousseau
- 2007 : Le Prince de ce monde, de Manuel Gómez - Monsignore 1.
- 2010 : Mammuth, de Benoît Delépine et Gustave Kervern - La statue du tartobole.
- 2010 : Karminsky-Grad, de Jean-Jacques Rousseau.
- 2012 : Le Grand Soir de Benoît Delépine et Gustave Kervern - Le marié.
- 2013 : Lire #86, de Gérard Courant - lui-même.
- 2013 : Henri de Yolande Moreau
- 2013 : Vive Groland (Journal du FIFIGROT 2013), Carnets filmés de Gérard Courant - un membre du jury d'un festival de cinéma.
- 2013 : La Cérémonie de clôture du FIFIGROT 2013, Carnets filmés de Gérard Courant - un festivalier de cinéma.
- 2013 : Mes entretiens filmés, de Boris Lehman - lui-même
- 2014 : L'Annexion de l'Occitanie par Groland (Journal du FIFIGROT 2014), Carnets filmés de Gérard Courant - un membre du jury d'un festival de cinéma.
- 2014 : Polar à Groland, Carnets filmés de Gérard Courant - un festivalier de cinéma.
- 2014 : La Parade du Président Salengro à Toulouse pour célébrer l'annexion de l'Occitanie à Groland, Carnets filmés de Gérard Courant - un participant de la parade.
- 2014 : Fanchon Daemers chante la révolte et l'insoumission au FIFIGROT 2014, Carnets filmés de Gérard Courant - le présentateur du concert.
- 2014 : La Conférence de presse et la cérémonie de clôture du FIFIGROT 2014, Carnets filmés de Gérard Courant - un membre d'un jury d'un festival de cinéma.
- 2015 : Joyeuses séditions de Jackie Berroyer - lui-même.
- 2015 : Faut savoir se contenter de beaucoup de Jean-Henri Meunier - Noël, l'agitateur anarcho-burlesque.
- 2015 : Jean-Henri Meunier, Jean-Marc Rouillan et Noël Godin mettent le feu au FIFIGROT 2015, Carnets filmés de Gérard Courant - un acteur.
- 2015 : Benoît Poelvoorde à la conférence de presse du FIFIGROT 2015, Carnets filmés de Gérard Courant - un critique de cinéma.
- 2015 : Le Bain de foule du Président Grolandais Salengro à Toulouse pour la distribution des Eugros au peuple Groccitan, Carnets filmés de Gérard Courant - un participant à la parade.
- 2015 : Benoît Poelvoorde à la cérémonie de clôture du FIFIGROT 2015, Carnets filmés de Gérard Courant - un critique de cinéma.
- 2015 : Voyage en Groccitanie (Journal du FIFIGROT 2015), Carnets filmés de Gérard Courant - un festivalier.
- 2016 : Funérailles (de l'art de mourir), de Boris Lehman - lui-même.
- 2016 : Cinéma et censure, Carnets filmés de Gérard Courant - un spectateur de cinéma.
- 2016 : Visite officielle avec parade des candidats présidentiels Nano Sarko et François Groland au FIFIGROT 2016, Carnets filmés de Gérard Courant - un participant à la parade.
- 2016 : La Cérémonie de clôture du FIFIGROT 2016, Carnets filmés de Gérard Courant - un critique de cinéma.
- 2016 : Le Grand absent (Journal du FIFIGROT 2016), Carnets filmés de Gérard Courant - un membre du jury d'un festival de cinéma.
- 2017 : Lire, #120 de Gérard Courant - lui-même.
- 2017 : Daniel Prévost à la cérémonie de clôture de remise des prix du FIFIGROT 2017, Carnets filmés de Gérard Courant - un juré de festival de cinéma.
- 2017 : Daniel Prévost au FIFIGROT 2017, Carnets filmés de Gérard Courant - un conférencier.
- 2018 : Crois-tu au coup de foudre ou bien faut-il que je repasse ? (Journal du FIFIGROT 2018), Carnet filmé de Gérard Courant - un écrivain et juré de festival de cinéma.
- 2018 : La Cérémonie de remise des prix du FIFIGROT 2018, Carnet filmé de Gérard Courant - un juré de festival de cinéma.
- 2018 : Les Funérailles de Maud Sinet aux cimetières du Père-Lachaise et de Montmartre à Paris, Carnets filmés de Gérard Courant - un participant.
- 2019 : Chutes libres de Jean-Henri Meunier - Noël, l'agitateur anarcho-burlesque.
- 2019 : Welcome to the Magical Mystery Tour, Carnets filmés de Gérard Courant - un participant.
- 2019 : La Lumière du fou (Journal du FIFIGROT 2019), Carnets filmés de Gérard Courant - un festivalier.
- 2019 : L’Inauguration du rond-point Christophe Salengro à Fenouillet, Carnets filmés de Gérard Courant - un participant.
- 2019 : La Cérémonie de clôture du FIFIGROT 2019, Carnets filmés de Gérard Courant - un festivalier.
- 2021 : La Dernière Tentation des Belges de Jan Bucquoy
- 2022 : FIFIGROT et pataphysique, Carnets filmés de Gérard Courant - un festivalier.
- 2022 : De Groland au FIFIGROT, Carnets filmés de Gérard Courant - un festivalier.
- 2022 : Entr'acte, le retour... 100 ans après, Carnets filmés de Gérard Courant - un participant à la parade.
- 2022 : Entr'acte, le retour... 100 ans après (version phanérothyme), Carnets filmés de Gérard Courant - un participant à la parade.
- 2022 : La Cérémonie de remise des prix du FIFIGROT 2022, Carnets filmés de Gérard Courant - Georges Le Gloupier.

## Publications
- Anthologie de la subversion carabinée, L'Âge d'Homme, 1989  (ISBN 978-2-8251-0715-7) ; nouvelle éd. revue et complétée, L'Âge d'Homme, 2008  (ISBN 978-2-8251-3805-2) ; nouvelle éd. revue et complétée, L'Âge d'Homme, 2012  (ISBN 978-2-8251-4181-6)
- De l'horrible danger de la lecture, Balland, 1990
- Zig zig boum boum, Le Veilleur, Toulouse, 1994
- Crème et châtiment : mémoire d'un entarteur, Albin Michel, 1995
- Godin par Godin, éditions Yellow Now, 2001
- Grabuge ! Dix réjouissantes façons de planter le système, en collaboration avec Aimable Jr, Benoît Delépine et Matthias Sanderson, Flammarion, 2002
- Armons-nous les uns les autres, roman polar, Flammarion, 2003
- Entartons, entartons les pompeux cornichons !, Flammarion, 2005 Récit de ses trente ans de guérilla pâtissière, avec les éclairages des tartologues Jean-Pierre Bouyxou et Robert Dehoux.